# حاتم عبد السلام

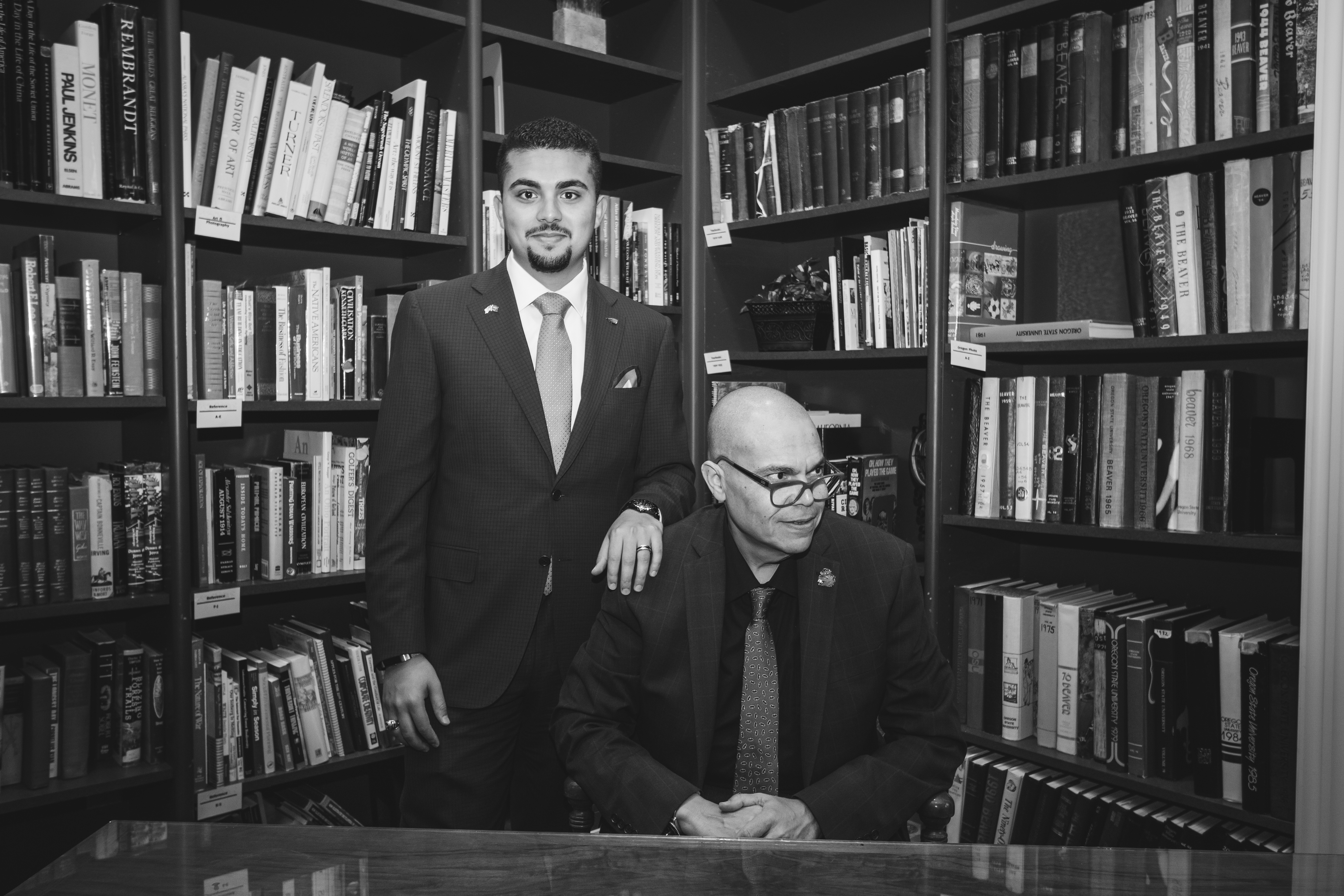
الأستاذ حاتم عبدالسلام وابنه المهندس فيصل في جامعة ولاية أوريغون

حاتم عبد السلام فيصل مصطفى أحمد (بالإنجليزية: Hatim Abdulsalam Faisal Mustafa Ahmed)‏
رجل أعمال و شخصية رياضية سعودية وُلد عام 1966 م في مكة المكرمة غرب المملكة العربية السعودية.
تلقى تعليمه الابتدائي فيها إلى ان أكمل دراسته الجامعية في الولايات الأمريكية المتحدة (جامعة ولاية بورتلاند في اوريغون) بعد ذلك.
لديه ابن واحد وهو المهندس النووي فيصل حاتم عبد السلام خريج جامعة ولاية أوريغون.

## المناصب
- مؤسس ومدير مجموعة عمار للتسويق منذ عام 1990م .

- مدير عام شركة HA كوبريشن للدراسات التسويقية ( بورتلاند أوريغون في الولايات الأمريكية المتحدة ) 1988 - 1993م .

- شريك في مجموعة استثمارات عقاريه بالمملكة منذ عام 2013م .

- عضو جمعية عمومية مؤسسة مكة للطباعة والاعلام جريدة الندوة ( صحيفة مكة حالياً ) منذ عام 2013م .

- مدير عام مؤسسة مكة للطباعة والإعلام 2004 - 2013م .

- عضو مجلس إدارة الشركة السعودية للتوزيع بالرياض 2004 - 2013م .

- رئيس مجلس إدارة الشركة السعودية للتوزيع بالرياض 2012 - 2013م .

- رئيس مجلس إدارة نادي الوحدة السعودي 2000 - 2005م .

- مدير عام شركة السوق السعودي بجدة 1998 - 2003م .

- مؤسس مركز الدراسات والتطوير بالغرفة التجارية الصناعية بمكة المكرمة .

- مشرف عام مركز التدريب بغرفة مكة 1998 - 2000 م .

- مؤسس مبنى مركز التطوير و المعلومات بغرفة مكة ( حالياً مقر الهـيئة العليا لتطوير مكة المكرمة ) .

- مشرف عام مجلة الغرفة التجارية الصناعية بمكة المكرمة 1997 - 1999م .

## مناصب اجتماعية
- مستشار رئيس مجلس إدارة الغرفة التجارية الصناعية بمكة المكرمة 1996 - 2000م .

- عضو لجنة منظمة التجارة العالمية ( غرفة مكة ) 1996 - 1999م .

- مشارك في الوفود التجارية الصناعية للمملكة العربية السعودية إلى الدول التالية ( سويسرا 1997 م / بلجيكا 1998 - 1999م / المملكة المغربية 1997م / ايران 1997 م ) .

- عضو لجنة الأسهم والاوراق المالية ( غرفة مكة ) 2007 - 2009م .

- عضو جمعية مراكز الاحياء في مكة المكرمة 2006 - 2011 م .

- عضو لجنة التطوير الرياضي بالمملكة العربية السعودية 2001 - 2003 م.

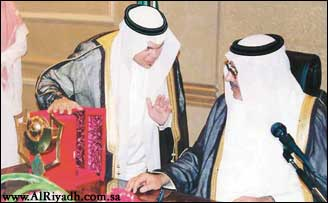
الأستاذ حاتم عبدالسلام مع صاحب السمو الملكي الأمير عبدالمجيد بن عبدالعزيز - رحمه الله - أمير منطقة مكة المكرمة السابق رئيس هيئة أعضاء شرف نادي الوحدة السعودي.

## وصلات خارجية
- اجتماع ناجح لأعضاء شرف الوحدة انتهى بدعم خزينة النادي بـ 6ملايين!  (نسخة مؤرشفة)